# Hussein El Shahat
Hussein El Shahat (in arabo حسين الشحات‎?; Il Cairo, 6 settembre 1991) è un calciatore egiziano, centrocampista dell'Al-Ahly e della nazionale egiziana.

## Caratteristiche tecniche
Esterno d'attacco - in possesso di una notevole velocità, a cui abbina discrete qualità tecniche - preciso nel servire assist ai compagni, in grado di agire da trequartista a supporto della manovra.

## Carriera

### Club
Muove i suoi primi passi nelle giovanili del Nasr, per poi approdare all'El-Sharkia nella seconda serie egiziana; qui gioca due anni prima di essere tesserato dal Misr Lel Makasa il 31 agosto 2014, con cui firma un contratto valido per cinque anni. Dopo aver chiuso il girone d'andata con 9 reti - tra cui due triplette contro Tanta e Wadi Degla - in 16 presenze, l'8 gennaio 2018 passa in prestito oneroso - circa 500.000 dollari - con diritto di riscatto all'Al-Ain, negli Emirati Arabi.
Esordisce con gli emiratini il 12 gennaio contro l'Al-Wasl (1-3 il finale), subentrando al 72' al posto di Berg e segnando la rete del momentaneo 0-3. Il 2 febbraio realizza una tripletta - siglando anche due assist - nell'incontro vinto per 7-0 contro l'Ajman. Alla luce delle ottime prestazioni disputate, il 20 marzo 2018 viene tesserato dagli emiratini a titolo definitivo, firmando un triennale.
Il 6 gennaio 2019 viene tesserato dall'Al-Ahly in cambio di 5 milioni di dollari. Nel 2020 contribuisce ad uno storico treble, vincendo campionato, coppa nazionale e la CAF Champions League.

### Nazionale
Esordisce in nazionale il 5 giugno 2017 contro la Libia, in amichevole. Il 6 marzo 2018 viene selezionato dal CT Héctor Cúper in vista degli impegni amichevoli di preparazione ai Mondiali 2018 contro Portogallo e Grecia.

## Statistiche

### Presenze e reti nei club
Statistiche aggiornate al 25 giugno 2025.
| Stagione               | Squadra                | Campionato             | Campionato | Campionato | Coppe nazionali | Coppe nazionali | Coppe nazionali | Coppe continentali | Coppe continentali | Coppe continentali | Altre coppe  | Altre coppe | Altre coppe | Totale | Totale |
| Stagione               | Squadra                | Comp                   | Pres       | Reti       | Comp            | Pres            | Reti            | Comp               | Pres               | Reti               | Comp         | Pres        | Reti        | Pres   | Reti   |
| ---------------------- | ---------------------- | ---------------------- | ---------- | ---------- | --------------- | --------------- | --------------- | ------------------ | ------------------ | ------------------ | ------------ | ----------- | ----------- | ------ | ------ |
| 2014-2015              | Misr Lel Makasa        | PL                     | 18         | 0          | CE              | 1               | 0               | -                  | -                  | -                  | -            | -           | -           | 19     | 0      |
| 2015-2016              | Misr Lel Makasa        | PL                     | 19         | 1          | CE              | 0               | 0               | CC                 | 7                  | 0                  | -            | -           | -           | 26     | 1      |
| 2016-2017              | Misr Lel Makasa        | PL                     | 28         | 3          | CE              | 2               | 1               | -                  | -                  | -                  | -            | -           | -           | 30     | 4      |
| 2017-gen. 2018         | Misr Lel Makasa        | PL                     | 16         | 9          | CE              | 1               | 2               | CCL                | 0                  | 0                  | -            | -           | -           | 17     | 11     |
| Totale Misr Lel Makasa | Totale Misr Lel Makasa | Totale Misr Lel Makasa | 81         | 13         |                 | 4               | 3               |                    | 7                  | 0                  |              | -           | -           | 92     | 16     |
| gen.-giu. 2018         | Al-Ain                 | PL                     | 11         | 7          | CPA+CdL         | 4+0             | 3               | ACL                | 6                  | 1                  | -            | -           | -           | 21     | 11     |
| 2018-gen. 2019         | Al-Ain                 | PL                     | 12         | 6          | CPA+CdL         | 0+2             | 1               | ACL                | 0                  | 0                  | SE+Cmc       | 1+4         | 0+1         | 19     | 8      |
| Totale Al-Ain          | Totale Al-Ain          | Totale Al-Ain          | 23         | 13         |                 | 6               | 4               |                    | 6                  | 1                  |              | 5           | 1           | 40     | 19     |
| gen.-giu. 2019         | Al-Ahly                | PL                     | 17         | 4          | CE              | 1               | 0               | CCL                | 7                  | 1                  | SE           | 1           | 1           | 26     | 6      |
| 2019-2020              | Al-Ahly                | PL                     | 19         | 5          | CE              | 5               | 0               | CCL                | 13                 | 6                  | SE           | 1           | 0           | 38     | 11     |
| 2020-2021              | Al-Ahly                | PL                     | 30         | 9          | CE              | 1               | 0               | CCL                | 9                  | 1                  | SE+SA+Cmc    | 1+1+2       | 0+0+1       | 44     | 11     |
| 2021-2022              | Al-Ahly                | PL                     | 19         | 4          | CE+CdL          | 3+1             | 0               | CCL                | 10                 | 3                  | SE+SA+Cmc    | 0+1+3       | 0           | 37     | 7      |
| 2022-2023              | Al-Ahly                | PL                     | 21         | 4          | CE+CdL          | 5+0             | 1               | CCL                | 11                 | 4                  | SE+Cmc       | 1+3         | 0+1         | 41     | 10     |
| 2023-2024              | Al-Ahly                | PL                     | 25         | 4          | CE              | 0               | 0               | AFL+CCL            | 3+12               | 0+5                | SE+SA+Cmc    | 2+1+3       | 1+0+1       | 46     | 11     |
| 2024-2025              | Al-Ahly                | PL                     | 17+7       | 3+2        | CE+CdL          | 0+0             | 0               | CCL                | 10                 | 3                  | SE+SA+CI+Cmc | 2+1+2+3     | 0           | 42     | 8      |
| Totale Al-Ahly         | Totale Al-Ahly         | Totale Al-Ahly         | 155        | 35         |                 | 16              | 1               |                    | 75                 | 23                 |              | 28          | 5           | 274    | 64     |
| Totale carriera        | Totale carriera        | Totale carriera        | 259        | 61         |                 | 26              | 8               |                    | 88                 | 24                 |              | 33          | 6           | 406    | 99     |

Record:
Giocatore con più presenze nel Mondiale per club (18)

### Cronologia presenze e reti in nazionale
| Cronologia completa delle presenze e delle reti in nazionale ― Egitto | Cronologia completa delle presenze e delle reti in nazionale ― Egitto | Cronologia completa delle presenze e delle reti in nazionale ― Egitto | Cronologia completa delle presenze e delle reti in nazionale ― Egitto | Cronologia completa delle presenze e delle reti in nazionale ― Egitto | Cronologia completa delle presenze e delle reti in nazionale ― Egitto | Cronologia completa delle presenze e delle reti in nazionale ― Egitto | Cronologia completa delle presenze e delle reti in nazionale ― Egitto |
| Data                                                                  | Città                                                                 | In casa                                                               | Risultato                                                             | Ospiti                                                                | Competizione                                                          | Reti                                                                  | Note                                                                  |
| --------------------------------------------------------------------- | --------------------------------------------------------------------- | --------------------------------------------------------------------- | --------------------------------------------------------------------- | --------------------------------------------------------------------- | --------------------------------------------------------------------- | --------------------------------------------------------------------- | --------------------------------------------------------------------- |
| 5-6-2017                                                              | Il Cairo                                                              | Egitto                                                                | 1 – 0                                                                 | Libia                                                                 | Amichevole                                                            | -                                                                     | 72’                                                                   |
| 13-8-2017                                                             | Alessandria d'Egitto                                                  | Egitto                                                                | 1 – 1                                                                 | Marocco                                                               | Q. Campionato delle Nazioni Africane 2018                             | -                                                                     |                                                                       |
| 18-8-2017                                                             | Rabat                                                                 | Marocco                                                               | 3 – 1                                                                 | Egitto                                                                | Q. Campionato delle Nazioni Africane 2018                             | -                                                                     | 67’                                                                   |
| 27-3-2018                                                             | Zurigo                                                                | Egitto                                                                | 0 – 1                                                                 | Grecia                                                                | Amichevole                                                            | -                                                                     | 46’                                                                   |
| 8-9-2018                                                              | Alessandria d'Egitto                                                  | Egitto                                                                | 6 – 0                                                                 | Niger                                                                 | Qual. Coppa d'Africa 2019                                             | -                                                                     | 46’                                                                   |
| 16-10-2018                                                            | Manzini                                                               | eSwatini                                                              | 0 – 2                                                                 | Egitto                                                                | Qual. Coppa d'Africa 2019                                             | -                                                                     |                                                                       |
| 13-10-2019                                                            | Alessandria d'Egitto                                                  | Egitto                                                                | 1 – 0                                                                 | Botswana                                                              | Amichevole                                                            | -                                                                     | 83’                                                                   |
| 7-11-2019                                                             | Alessandria d'Egitto                                                  | Egitto                                                                | 1 – 0                                                                 | Liberia                                                               | Amichevole                                                            | -                                                                     | 42’                                                                   |
| 14-11-2019                                                            | Alessandria d'Egitto                                                  | Egitto                                                                | 1 – 1                                                                 | Kenya                                                                 | Qual. Coppa d'Africa 2021                                             | -                                                                     | 57’                                                                   |
| 18-11-2019                                                            | Moroni                                                                | Comore                                                                | 0 – 0                                                                 | Egitto                                                                | Qual. Coppa d'Africa 2021                                             | -                                                                     | 47’ 82’                                                               |
| 1-9-2021                                                              | Il Cairo                                                              | Egitto                                                                | 1 – 0                                                                 | Angola                                                                | Qual. Mondiali 2022                                                   | -                                                                     | 68’                                                                   |
| 18-6-2023                                                             | Il Cairo                                                              | Egitto                                                                | 3 – 0                                                                 | Sudan del Sud                                                         | Amichevole                                                            | -                                                                     | 62’                                                                   |
| 16-10-2023                                                            | al-ʿAyn                                                               | Egitto                                                                | 1 – 1                                                                 | Algeria                                                               | Amichevole                                                            | -                                                                     | 86’                                                                   |
| Totale                                                                |                                                                       | Presenze                                                              | 13                                                                    |                                                                       | Reti                                                                  | 0                                                                     |                                                                       |

## Palmarès

### Club

#### Competizioni nazionali
- Campionato emiratino: 1

Al-Ain: 2017-2018
- Coppa del Presidente: 1

Al-Ain: 2017-2018
- Campionato egiziano: 5

Al-Ahly: 2018-2019, 2019-2020, 2022-2023, 2023-2024, 2024-2025
- Supercoppa d'Egitto: 5

Al-Ahly: 2018, 2021, 2022, 2023, 2024
- Coppa d'Egitto: 3

Al-Ahly: 2019-2020, 2021-2022, 2022-2023

#### Competizioni internazionali
- CAF Champions League: 4

Al-Ahly: 2019-2020, 2020-2021, 2022-2023, 2023-2024
- Supercoppa CAF: 2

Al-Ahly: 2020, 2021
- Coppa Intercontinentale FIFA - Coppa Africa-Asia-Pacifico: 1

Al-Ahy: 2024

### Individuale
- UAE Arabian Gulf League Team of the Season: 1[19]

2017-2018